# Алвар Нунес Кабеса де Вака
Алвар Нунес Кабеса де Вака (на испански: Álvar Núñez Cabeza de Vaca) е испански конкистадор, известен със своите скитания от Флорида до Калифорния и пръв описал живота, бита и културата на индианските племена в тези райони.

## Ранни години (до 1527)
Годината на раждане на Кабеса де Вака не е уточнена, като се предполага, че е между 1490 и 1507 година, а мястото е Херес де ла Фронтера, Испания. Баща му е идалго от обеднялата испанска аристокрация. Кабеса де Вака, поради неизяснени причини взема фамилното име на майка си, което в буквален превод означава „глава на крава“. През 20-те години на XVI век пристига в Куба и се включва в завоюването на Америка.

## Експедиционна дейност (1527 – 1544)

### Първо пресичане на Северна Америка (1527 – 1536)
През 1527 година е организирана експедиция, възглавявана от Панфило де Нарваес, целта на която е завоюване на нови територии в югоизточната част на днешните САЩ – Флорида, Джорджия и Алабама, и Кабеса де Вака участва в нея като кралски финансов инспектор-контрольор. Експедицията, в която участват над 300 души, претърпява пълен провал. След близо двегодишно странстване по територията на Флорида, Джорджия и Алабама, целия личен състав е избит в схватки с индианците или измира от болести.
През ноември 1528 корабът, на който се намира Кабеса де Вака претърпява корабокрушение край тексаското крайбрежие, но хората се спасяват на брега. Корабокрушенците са посрещнати дружелюбно от местните индианци, но поради крайната бедност в която живеят те с нищо не могат да помогнат на испанците, които започват да измират масово от глад и болести. През пролетта на 1529 живи остават едва 15 души, които се разпиляват по крайбрежието в търсене на спасение. Четирима от испанците – Кабеса де Вака, Андреас Дорантес де Каранка, Алонсо дел Кастильо Малдонадо и един марокански бербер на име Естебан, са пленени от индианците и започва тяхното седемгодишно странстване на запад чак до Калифорния.
Племето, което пленява четиримата испанци е номадско, не се задържа дълго време на едно място и е в постоянно движение. След известно време умират останалите двама испанци, а Естебан е продаден на друго племе и Кабеса де Вака остава сам. По време на скитанията си преминава от племе на племе, които като цяло са приятелски настроени към него. Той има известни медицински познания, които използва като лекува болните, и които го издигат в очите на индианците. Започва да се занимава и с търговия между отделните племена, която още повече издига статута му от роб в редовен член на съответното племе. В продължение на седем години Кабеса де Вака пресича териториите на днешните щати Тексас, Ню Мексико и Аризона и части от Северно Мексико, за да се озове през април 1536 година до Калифорнийския залив, където се среща с испански разузнавачи-кавалеристи от отряда на Нуньо Гусман.
След завръщането си в Испания през 1537 година Кабеса де Вака започва да пише книга за своите преживявания, като се опира главно на паметта си, тъй като по време на самото пътешествие не води никакви записки. Книгата излиза през 1542 година и е първата по рода си класическа колониална литература. В нея той живо описва преживяванията си, бита, обичаите, културата и традициите на посетените индиански племена и се проявява като първия антрополог, описал характерните външни черти на северноамериканските индианци. Той моли краля на Испания Карлос I (Карл V) да бъде назначен за ръководител на нова експедиция към Флорида, но краля назначава Ернандо де Сото и Кабеса де Вака отказва да се включи в нея.

### Експедиция в Южна Америка (1541 – 1544)
През 1540 година Кабеса де Вака е назначен за управител на провинция Рио де ла Плата в Южна Америка и в периода 1541 – 1544 година организира и възглавява испанска експедиция, която открива големи части от днешните територии на Южна Бразилия, Северна Аржентина и Парагвай.
През 1541 година Кабеса де Вака слиза с отряд от 400 души на малкия остров Санта Катарина край брега на Южна Бразилия (27° 30` ю.ш.), където малко по-рано са се заселили испански колонисти. Там той получава съобщение, че испанският гарнизон оставен в Буенос Айрес е принуден да напусне града поради непрекъснатите набези на местните индианци и столицата на колонията е пренесена в Асунсион, където испанците се нуждаят от незабавна помощ. Флотилията, с която пристига край бразилските брегове е изпратена в устието на Ла Плата с двойна задача: да възстанови форта разрушен от индианците в района на Буенос Айрес и да помогне на испанците в Асунсион.
С останалата част от отряда на Кабеса де Вака предприема на 2 ноември 1541 сухопътен поход от остров Санта Катарина на запад във вътрешността на континента. Отрядът, който по съвет на препатилия предишните години конкистадор поддържа дружески отношения с местните индианци, пресича южната част на Бразилската планинска земя (Серра ду Мар – 1810 м), като открива река Игуасу с водопада Игуасу (вторично, 72 м височина), средното течение на река Парана и пресича междуречието Парана – Парагвай. На 11 март 1542 отрядът, с много малки загуби достига до Асунсион.
От 8 септември 1543 до април 1544 година се изкачва по река Парагвай на 500 км от Асунсион, като по този начин открива средното и горно течение на реката, огромната блатиста низина Пантанал (вторично) и южните части на платото Мату Гросу.

## Последни години
През 1544 година Кабеса де Вака е арестуван от бившия управител на провинцията Мартин Домингес де Ирала и обвинен в несправяне със задълженията си и лошо управление и през 1545 е върнат в Испания за разследване на провиненията му. В крайна сметка Кабеса де Вака е оправдан, но повече никога не се връща в Новия свят и умира беден и забравен от всички в Севиля вероятно през 1557, 1559 или 1564 година.